# Elezioni parlamentari in Austria del 1966
Le elezioni parlamentari in Austria del 1966 si tennero il 6 marzo per il rinnovo del Nationalrat. In seguito all'esito elettorale, Josef Klaus, esponente del Partito Popolare Austriaco, fu confermato Cancelliere.

## Risultati
| Liste                                | Voti      | %     | Seggi |
| ------------------------------------ | --------- | ----- | ----- |
| Partito Popolare Austriaco           | 2 191 109 | 48,35 | 85    |
| Partito Socialista d'Austria         | 1 928 985 | 42,56 | 74    |
| Partito della Libertà Austriaco      | 242 570   | 5,35  | 6     |
| Partito Progressista Democratico     | 148 528   | 3,28  | –     |
| Partito Comunista d'Austria          | 18 636    | 0,41  | –     |
| Partito Liberale d'Austria           | 1 571     | 0,03  | –     |
| Partito Marxista-Leninista d'Austria | 486       | 0,01  | –     |
| Totale                               | 4 531 885 | 100   | 165   |